# دلورازپام
دلورازپام (انگلیسی: Delorazepam) یک داروی بنزودیازپین و مشتق از نوردازپام است. دلورازپام یک متابولیت فعال از داروهای بنزودیازپین دی‌کلازپام و کلوکزازولام است.  عوارض جانبی ممکن است شامل اثرات نوع خماری، خواب‌آلودگی، اختلالات رفتاری و اختلالات حافظه کوتاه‌مدت باشد.  مشابه سایر بنزودیازپین ها، دلورازپام دارای خواص ضد اضطراب، شل کننده عضلات اسکلتی، خواب آور و ضد تشنج است.